# Leiodes nitidula
Leiodes nitidula – gatunek chrząszcza z rodziny grzybinkowatych i podrodziny Leiodinae.

## Taksonomia
Gatunek ten opisany został po raz pierwszy w 1845 roku przez Wilhelma Ferdinanda Erichsona pod nazwą Anisotoma nitidula.

## Morfologia
Chrząszcz o ciele długości od 3 do 3,3 mm, owalnym w zarysie, ubarwionym w całości błyszcząco kasztanowobrązowo. Głowa ma nadustek odgraniczony od czoła oraz czułki o ukośnie ściętym członie trzecim. Przedplecze ma niewyraźnie punktowaną powierzchnię, obrzeżone i lekko łukowate krawędzie boczne, krawędź tylną łukowato wygiętą, a tylne kąty w widoku bocznym proste i przytępione, w grzbietowym zaś ostre, cofnięte i nakrywające podstawę pokryw. Na nieco dłuższych niż szerszych i zwężonych lu tyłowi pokrywach znajduje się po dziewięć wyraźnych rządków z dużymi, niezbyt gęsto rozmieszczonymi punktami. Międzyrzędy są punktowane bardzo delikatnie z wyjątkiem nielicznych większych punktów na nieparzystych z nich. Tylnej pary skrzydeł brak. Między biodrami odnóży drugiej pary bierze swój początek dość wysoka i stosunkowo stromo ku przodowi opadająca listewka. Stopy przedniej i środkowej pary zbudowane są z pięciu członów, z których dwa pierwsze są trochę rozszerzone. Odnóża tylnej pary mają łukowato zakrzywione golenie i czteroczłonowe stopy.

## Ekologia i występowanie
Owad górski. W piętrach regla dolnego i górnego zasiedla ściółkę lasów liściastych, mieszanych i iglastych. Powyżej górnej granicy lasu bytuje głównie wśród mchów i traw, dochodząc aż do strefy alpejskiej.
Gatunek palearktyczny, europejski, podawany z Niemiec, Austrii, Włoch, Słowacji, Chorwacji oraz Bośni i Hercegowiny. W trzech pierwszych z wymienionych krajów występuje w Alpach Wschodnich, w czwartym w Karpatach. Występowanie w Polsce jest niepewne. Na początku XX wieku błędnie podany został z Roztocza, jednak jego obecność w polskich Karpatach jest możliwa.